# HIV Drug Resistance Database
HIV Drug Resistance Database, també coneguda com a Stanford HIV RT and Protease Sequence Database, és una base de dades de la Universitat Stanford que registra 93 mutacions comunes del VIH. Ha estat recopilat el 2008 en la llista de 93 mutacions comunes, després de la seva compilació inicial de mutacions el 2007 de 80 mutacions. L'última llista utilitza dades d'altres laboratoris d'Europa, Canadà i Estats Units, incloent més de 15.000 seqüències d'individus no tractats.